# Connewitz
Connewitz – osiedle miasta Lipska w Saksonii w Niemczech. Leży w południowej części miasta, przynależy do okręgu administracyjnego Süd.
Serbołużycka osada powstała tu w VII wieku. W średniowieczu miasto wzmiankowane pod nazwami Konenvicz i Kanewicz. W XIX w. nastąpił znaczny przyrost demograficzny. W 1834 miejscowość liczyła 934 mieszkańców, a w 1890 już 10 596 mieszkańców. W kolejnym roku miejscowość włączono w granice Lipska.
Na południu graniczy z miastem Markkleeberg, a na południowym wschodzie z osiedlami Lößnig i Dölitz.